# 7971 Meckbach
7971 Meckbach è un asteroide della fascia principale. Scoperto nel 1960, presenta un'orbita caratterizzata da un semiasse maggiore pari a 2,5754891 UA e da un'eccentricità di 0,1064048, inclinata di 13,98561° rispetto all'eclittica.